# 12e étape du Tour d'Espagne 2014
La 12e étape du Tour d'Espagne 2014 a eu lieu le jeudi 4 septembre 2014 sous la forme d'un critérium autour de la ville de Logroño. Une boucle de 20,8 km est parcourue huit fois pour une distance totale de 166,4 km.

## Résultats

### Classement de l'étape
|    | Coureur             | Pays      | Équipe                  |    | Temps           |
| -- | ------------------- | --------- | ----------------------- | -- | --------------- |
| 1  | John Degenkolb      | Allemagne | Giant-Shimano           | en | 4 h 11 min 18 s |
| 2  | Tom Boonen          | Belgique  | Omega Pharma-Quick Step |    | m.t             |
| 3  | Jacopo Guarnieri    | Italie    | Astana                  |    | m.t             |
| 4  | Peter Sagan         | Slovaquie | Cannondale              |    | m.t             |
| 5  | Maximiliano Richeze | Argentine | Lampre-Merida           |    | m.t             |
| 6  | Yannick Martinez    | France    | Europcar                |    | m.t             |
| 7  | Lloyd Mondory       | France    | AG2R La Mondiale        |    | m.t             |
| 8  | Fabian Cancellara   | Suisse    | Trek Factory Racing     |    | m.t             |
| 9  | Jasper Stuyven      | Belgique  | Trek Factory Racing     |    | m.t             |
| 10 | Guillaume Boivin    | Canada    | Cannondale              |    | m.t             |

### Points attribués
|   | Cycliste        | Pays     | Équipe       | Points |
| - | --------------- | -------- | ------------ | ------ |
| 1 | Matthias Krizek | Autriche | Cannondale   | 4      |
| 2 | Nacer Bouhanni  | France   | FDJ.fr       | 2      |
| 3 | Michael Valgren | Danemark | Tinkoff-Saxo | 1      |

|   | Cycliste        | Pays     | Équipe       | Points |
| - | --------------- | -------- | ------------ | ------ |
| 1 | Matthias Krizek | Autriche | Cannondale   | 4      |
| 2 | Nacer Bouhanni  | France   | FDJ.fr       | 2      |
| 3 | Daniele Bennati | Italie   | Tinkoff-Saxo | 1      |

|    | Cycliste            | Pays             | Équipe                  | Points |
| -- | ------------------- | ---------------- | ----------------------- | ------ |
| 1  | John Degenkolb      | Allemagne        | Giant-Shimano           | 25     |
| 2  | Tom Boonen          | Belgique         | Omega Pharma-Quick Step | 20     |
| 3  | Jacopo Guarnieri    | Italie           | Astana                  | 16     |
| 4  | Peter Sagan         | Slovaquie        | Cannondale              | 14     |
| 5  | Maximiliano Richeze | Argentine        | Lampre-Merida           | 12     |
| 6  | Yannick Martinez    | France           | Europcar                | 10     |
| 7  | Lloyd Mondory       | France           | AG2R La Mondiale        | 9      |
| 8  | Fabian Cancellara   | Suisse           | Trek Factory Racing     | 8      |
| 9  | Jasper Stuyven      | Belgique         | Trek Factory Racing     | 7      |
| 10 | Guillaume Boivin    | Canada           | Cannondale              | 6      |
| 11 | Yauheni Hutarovich  | Biélorussie      | AG2R La Mondiale        | 5      |
| 12 | Ramon Sinkeldam     | Pays-Bas         | Giant-Shimano           | 4      |
| 13 | Gregory Henderson   | Nouvelle-Zélande | Lotto-Belisol           | 3      |
| 14 | Roberto Ferrari     | Italie           | Lampre-Merida           | 2      |
| 15 | Daniele Bennati     | Italie           | Tinkoff-Saxo            | 1      |

## Classements à l'issue de l'étape

### Classement général
|    | Cycliste           | Pays        | Équipe                  |    | Temps            |
| -- | ------------------ | ----------- | ----------------------- | -- | ---------------- |
| 1  | Alberto Contador   | Espagne     | Tinkoff-Saxo            | en | 44 h 38 min 14 s |
| 2  | Alejandro Valverde | Espagne     | Movistar                | +  | 20 s             |
| 3  | Rigoberto Urán     | Colombie    | Omega Pharma-Quick Step |    | 1 min 08 s       |
| 4  | Christopher Froome | Royaume-Uni | Sky                     |    | 1 min 20 s       |
| 5  | Joaquim Rodríguez  | Espagne     | Katusha                 |    | 1 min 35 s       |
| 6  | Samuel Sánchez     | Espagne     | BMC Racing              |    | 1 min 52 s       |
| 7  | Fabio Aru          | Italie      | Astana                  |    | 2 min 13 s       |
| 8  | Winner Anacona     | Colombie    | Lampre-Merida           |    | 2 min 22 s       |
| 9  | Robert Gesink      | Pays-Bas    | Belkin                  |    | 2 min 55 s       |
| 10 | Damiano Caruso     | Italie      | Cannondale              |    | 3 min 51 s       |

### Classement par points
|   | Cycliste         | Pays      | Équipe          | Points |
| - | ---------------- | --------- | --------------- | ------ |
| 1 | John Degenkolb   | Allemagne | Giant-Shimano   | 112    |
| 2 | Nacer Bouhanni   | France    | FDJ.fr          | 78     |
| 3 | Michael Matthews | Australie | Orica-GreenEDGE | 71     |

### Classement du meilleur grimpeur
|   | Cycliste           | Pays     | Équipe                 | Points |
| - | ------------------ | -------- | ---------------------- | ------ |
| 1 | Lluís Mas          | Espagne  | Caja Rural-Seguros RGA | 20     |
| 2 | Winner Anacona     | Colombie | Lampre-Merida          | 18     |
| 3 | Alejandro Valverde | Espagne  | Movistar               | 18     |

### Classement du combiné
|   | Cycliste           | Pays        | Équipe       | Points |
| - | ------------------ | ----------- | ------------ | ------ |
| 1 | Alejandro Valverde | Espagne     | Movistar     | 9      |
| 2 | Alberto Contador   | Espagne     | Tinkoff-Saxo | 12     |
| 3 | Christopher Froome | Royaume-Uni | Sky          | 20     |

### Classements par équipes
|   | Équipe                  | Pays     |    | Temps            |
| - | ----------------------- | -------- | -- | ---------------- |
| 1 | Movistar                | Espagne  | en | 133 h 40 min 8 s |
| 2 | Katusha                 | Russie   | +  | 3 min 35 s       |
| 3 | Omega Pharma-Quick Step | Belgique |    | 4 min 01 s       |

## Abandon
Aucun.